# Queer coding
El queer coding o codificació queer és un concepte que s'utilitza per referir-se a la pràctica en les arts audiovisuals en la qual a un personatge de ficció se li atribueixen característiques i comportaments que suggereixen a l'audiència que el personatge de ficció pugui pertànyer al col·lectiu LGTBIQ+. Això està determinat per una sèrie de característiques que han estat tradicionalment associades a la comunitat LGTB, com les representacions més femenines de personatges masculins o les més masculines de personatges femenins. Aquests personatges apareixen d'alguna forma menys heterosexual i s'assumeix la seva orientació sexual a través d'estereotips i trets, fins i tot si la seva orientació sexual mai és part de la seva història.
La televisió és una plataforma important en la qual es poden enfrontar els problemes socials i se'ls permet donar forma a les idees sobre les cultures i comunitats. És per això que la codificació gai és un concepte estudiat i debatut per la teoría queer o els estudis de gènere pel que fa a la representació de la comunitat LGTB als mitjans de comunicació.

## Història
La pràctica en la literatura europea es troba ja des del segle xix. No obstant això, la codificació gai es va començar a utilitzar amb més freqüència i d'una manera més visible des dels anys 30 del segle xx, quan els Estats Units van intentar prendre mesures enèrgiques contra la «vulgaritat i la moral qüestionable» segons les normes d'aquesta època en la indústria de l'entreteniment.
El 1934 es va implementar el Codi Hays per les productores de cinema de Hollywood com a solució per a controlar el que sortia a les pantalles fins a 1967. Consistia en un conjunt estricte de pautes cinematogràfiques sobre el moralment acceptable en pel·lícules i sèries. Les relacions LGTB no es van esmentar explícitament, encara que va quedar clar com s'anava a abordar la sexualitat en l'anomenat codi per a defensar de «la santedat de la institució del matrimoni heterosexual». Com que no es va poder mostrar la diferència, la comunitat LGTB va ser retratada com una cosa per a menysprear, contra la qual s'havia de lluitar per erradicar-lo i preservar els «valors tradicionals».
A la fi de la dècada de 1960 es va produir un canvi social i cultural massiu. El sorgiment de diversos moviments de drets civils i la revolució sexual van fomentar la igualtat i la llibertat d'expressió. Es va eliminar aquesta censura del cinema i televisió i es va crear el sistema de codificació que va permetre més llibertat en el treball cinematogràfic.

### Els mètodes de les codificacions
Al principi a aquests personatges se'ls usarien per a l'humor en pel·lícules antigues, generalment extravagants i fins a un punt ridícul a través de la vestimenta i el comportament. Aquests trets que es troben en el personatge entesos com a queer van començar a aparèixer en caracteritzacions de vilans al cinema.
En el disseny de les característiques físiques trobem als herois que són representats molt masculins, forts, amb gestos durs, que ensenyen el seu cos musculós i vestuari molt més masculí. A més, els herois són els que es presenten a qualsevol batalla, predisposats a lluitar. Tot això contrasta amb els vilans que tenen un vestuari més feminitzat i amb volants, estructura òssia més fina, cossos prims, maquillatge i sempre es dona a entendre la seva feblesa física.
El lloc a partir d'on es codifiquen els vilans és la feminitat i s'observa en com seuen, caminen i parlen. Les interpretacions de gènere dels vilans expressen qualitats estereotípicamente femenines. Tenen la posició corporal i el moviment d'una dama en comparació dels gestos expansius dels protagonistes masculins.
Es troben diferències en com es codifiquen als vilans i les vilanes. D'una banda, els vilans tendeixen a ser més efeminats, per les característiques nomenades, que els herois hipermasculins, com Scar (El Rei Lleó 1994) o Hades (Hèrcules 1997). D'altra banda, les vilanes són tortuoses, corruptes i insensibles en comparació amb les seves heroïnes dolces i delicades. L'exemple més representatiu és el d'Ursula (La Sireneta 1989), que està basat en la drag queen reconeguda Divine.
Sovint s'entén que aquesta representació serveix per a vincular la desviació sexual o identitat de gènere amb la vilesa. Una funció del desviat és ajudar-nos a definir quin no és desviat. En aquest sentit, una societat no pot jutjar a alguns dels seus membres com a bons, educats o morals sense oferir simultàniament figures contrastants que poden considerar-se dolentes, grolleres o immorals. No significa que el personatge sigui necessàriament queer o que la seva maldat sigui per ser queer sinó que la societat associarà el malvat a queer.

### Impacte
El queer coding és una eina utilitzada pels creadors de contingut que en principi no té una motivació en si mateix. No obstant això, la forma en què s'usa aquesta eina determina si els seus efectes són positius o negatius. És més una eina acadèmica que qualsevol altra cosa, una àrea d'estudi destinada a ajudar els crítics culturals a discutir les representacions de gènere i sexualitat.

## Exemples[5]
- Jafar d'Aladdin
- Scar del Rei Lleó
- Hades d'Hèrcules
- Úrsula, La Sireneta
- HIM de Les Super Nenes
- El Governador Ratcliffe de Pocahontas
- The Joker
- Raoul Silva de Skyfall
- Frank-N-Furter al The Rocky Horror Show
- Jareth the Goblin King de Labyrinth
- Carmilla del llibre de Sheridan Le Fanu